# Era tutta un'altra storia
Era tutta un'altra storia (titolo originale En helt annan historia) è un romanzo giallo dello scrittore svedese Håkan Nesser pubblicato in Svezia nel 2007.
È il secondo libro della serie che ha per protagonista l'ispettore Gunnar Barbarotti.
La prima edizione del romanzo è stata pubblicata nell'anno 2009 da Guanda.

## Trama
Estate 2002. Un uomo  sembra scrivere un diario. Racconta di come abbia conosciuto per caso altri cinque turisti svedesi, come lui, in vacanza in Bretagna. Uno dei cinque Erik, è un single che lo ospita, conosciuto mentre faceva autostop. Gli altri quattro sono due coppie, Henrik e Katarina, regolarmente sposati, e Gunnar e Anna, amanti ma non conviventi. I sei hanno poco in comune, a parte il fatto di essere connazionali in ferie in un paese straniero.
Lo scrivente sembra non stimare per nulla gli altri cinque connazionali. Traspare una personalità fredda, razionale, schiva, apparentemente insensibile e con un trascorso psichiatrico poco chiaro. 
Luglio 2007. Cinque anni l'autostoppista, il quale sembra confidarsi attraverso un diario con se stesso e quindi con il lettore, si pone un obiettivo: ucciderà le persone conosciute cinque anni prima. Nel corso del romanzo, non in un'unica soluzione, lo scrivente ricostruisce un drammatico fatto di quella lontana estate. I cinque, lui si era sempre defilato, avevano fatto amicizia nei giorni precedenti con una intraprendente ragazzina. Un giorno, mentre erano in procinto di salpare su una barca affittata per una gita, la ragazzina si era autoinvitata e aveva tranquillizzato tutti sul fatto che la nonna alla quale era affidata non ne fosse a conoscenza e non avesse dato il permesso. Nel pomeriggio durante il ritorno si scatena una tempesta improvvisa, il motore della barca non riparte e la ragazzina sballottata e infreddolita si sente male. Viene accompagnata dallo scrivente vicino al parapetto per vomitare, ma una ondata la fa cadere in acqua. Vani sono i tentativi e lei muore affogata nonostante lui si sia tuffato prontamente per ripescarla.
Il gruppo sembra essere in preda al panico. Non sanno come fare per giustificare la presenza della minorenne a bordo imbarcata senza permesso. Una piacevole gita si è trasformata in tragedia, che non solo metterà fine alle vacanze ma solleverà non pochi problemi e conflitti nel gruppo. Nelle grette recriminazioni che seguono il fatto, gli altri lo accusano di essere il principale responsabile. Per paura delle conseguenze, decidono di tacere dell'incidente, dato che nessuno aveva visto la ragazzina salire a bordo, e gli impongono, una volta arrivati a terra, di occultare il cadavere e seppellirlo in una zona paludosa nel retroterra della spiaggia. Cosa che lui aveva fatto. 
Il giorno dopo, mentre è in casa e quasi pronto per partire e lasciare gli altri, si presenta alla porta del cottage che Erik aveva affittato, la nonna della ragazzina, la quale chiede fermamente e insistentemente spiegazioni su dove si trova la nipote che non era rientrata a casa. Era a conoscenza del fatto che frequentava il gruppo.
Non sapendo come gestire la faccenda, freddamente la uccide colpendola con una chiave inglese fabbricata in Svezia e fa sparire anche questo nuovo cadavere. Informa gli altri della cosa e dell'inevitabile gesto spiegato come l'unico possibile per continuare a mantenere segreto l'accaduto. 
La morte accidentale della ragazzina e la conseguente morte della nonna però continuano negli anni a ripresentarsi alla mente dello sconosciuto cronista, il quale decide di liberarsi di questo peso stabilendo di uccidere in modo programmatico le cinque altre persone coinvolte nella cinica decisione.
Di questo resoconto dettagliato, però la polizia ne verrà a conoscenza, tramite plico spedito dal Cairo, solo dopo l'ultimo omicidio.
L'unico dettaglio a conoscenza della polizia è il nome delle vittime. Infatti, prima di ogni esecuzione, lo sconosciuto comunica, attraverso lettere anonime spedite all'indirizzo privato di casa dell'ispettore Gunnar Barbarotti il nome della futura vittima. La strana preferenza del delinquente per l'ispettore crea a quest'ultimo non pochi problemi, sia a livello professionale che personale.
Solo alcune fotografie ritrovate in casa della coppia sposata sembrano fornire un legame tra le vittime. 
Per primo viene ucciso Erik mentre corre in un parco, poi Anna a casa sua. Seguono Henrik e Katarina mentre sono a bordo di un traghetto, ma solo Katarina viene ripescata. Infine Gunnar. 
Poco a poco gli investigatori ricostruiscono il legame tra le vittime e il luogo della vacanza che li aveva fatti conoscere. Ma in Francia non vi è traccia di nessuna denuncia di ragazzine o persone scomparse in quel periodo e in quella zona.
Il colpevole sarà catturato grazie ad una intuizione non di Barbarotti, ma del suo capo.
Il resoconto era tutta un'invenzione per distrarre la polizia dal vero movente dell'assassino, Henrik, il quale non sopportava la relazione della moglie con Gunnar, conosciuto in quella vacanza. 
Nella storia principale si interseca la storia personale dell'ispettore Barbarotti, curioso lettore casuale della Bibbia, dalla quale cerca di trarre indicazioni operative e che gioca a punti con Dio sui favori chiesti. Più un punto per Dio, se la richiesta viene accordata, meno un punto se disattesa. Al momento Dio è in vantaggio. Barbarotti si è innamorato e vorrebbe sposare Marianne, anche lei separata con figli. Ipotizza di cambiare città, vita e lavoro. L'ex moglie gli chiede di accudire i figli e la figlia ventenne che vive a Londra sembra avere dei problemi. Durante l'indagine viene anche sospeso perché accusato di aver picchiato un giornalista, ma l'accusa verrà ritirata.

## Edizioni
- Håkan Nesser, Era tutta un'altra storia, traduzione di Carmen Giorgetti Cima, Guanda, 2009. ISBN 978-88-6088-485-5.
- Håkan Nesser, Era tutta un'altra storia, traduzione di Carmen Giorgetti Cima, TEA, 2011. ISBN 978-88-502-2404-3.
- Håkan Nesser, Era tutta un'altra storia, traduzione di Carmen Giorgetti Cima, TEA, 2014. ISBN 978-88-502-3538-4.
- Håkan Nesser, Era tutta un'altra storia, traduzione di Carmen Giorgetti Cima, TEA, 2019. ISBN 978-88-502-5304-3.